# Vieux Lyon

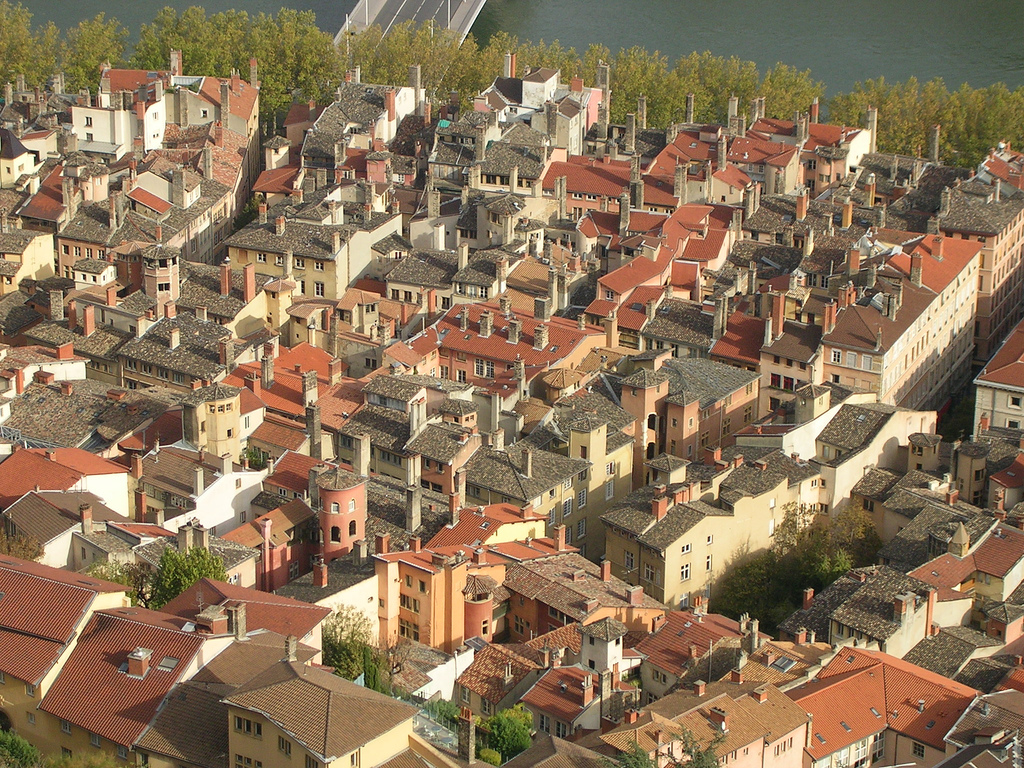
Ein Teil des Quartiers Saint-Jean

Als Altstadt von Lyon – französisch Vieux Lyon oder Vieux-Lyon – wird der 30 Hektar große Stadtteil im Zentrum und im 5. Arrondissement der französischen Stadt Lyon bezeichnet, der sich am Fuße des Hügels Fourvière am rechten Ufer der Saône entlang ausbreitet.
Das Gebiet umfasst die drei alten Stadtquartiere Saint-Georges, Saint-Jean und Saint-Paul. Die Architektur dieses Stadtteils mit ungefähr 500 Häusern stammt zum größten Teil aus dem Mittelalter und der Zeit der Renaissance bis etwa im 16. und 17. Jahrhundert.
Als sich in den 1960er Jahren unter Bürgermeister Louis Pradel das Projekt einer Schnellstraße durch den Kern der Altstadt durchzusetzen schien, wehrte sich die 1946 gegründete Vereinigung La Renaissance du Vieux-Lyon gegen das Vorhaben, dem ein bedeutender Teil der historischen Architektur zum Opfer gefallen wäre. Der französische Kulturminister und Schriftsteller André Malraux unterstellte 1962 das Gebiet von Vieux Lyon als erstes Stadtareal Frankreichs dem Ensembleschutz als Secteur sauvegardé.
Es handelt sich um eines der am besten erhaltenen Altstadtensembles im Gebiet Frankreichs, deshalb gilt das Areal seit der 22. Sitzung des UNESCO-Welterbekomitees von 1998 in Kyoto, Japan, zusammen mit den Hügeln Fourvière und Pentes de la Croix-Rousse sowie dem größten Teil der Halbinsel von Lyon zwischen der Saône und der Rhone als eine Welterbestätte Frankreichs.

## Quartier Saint-Georges
Das Quartier Saint-Georges liegt im Süden des Gebiets und bildete früher den südlichsten Teil der alten Stadt Lyon. Hier führte die ehemalige, heute verschwundene Sankt-Georgs-Brücke über die Saône. In diesem Stadtteil entwickelte sich das Gewerbe der Seidenweber, das in Lyon bis im 19. Jahrhundert eine große Bedeutung hatte.
Wichtigere Bauwerke und Orte im Quartier sind:
- Die Kirche Saint-Georges. An der Stelle einer von Bischof Sacerdos gegründeten frühchristlichen Kirche errichtete der karolingische Bischof Leidrad von Lyon, der aus Bayern stammte, eine neue Georgskirche, die seither die Pfarrkirche dieses Stadtteils war. Nach der auf Befehl des Bürgermeisters und Girondisten Louis Vitet erfolgten Desakralisierung der Kirche während der Französischen Revolution und ihrer teilweisen Zerstörung wurde das heutige Bauwerk um die Mitte des 19. Jahrhunderts nach Plänen des Architekten Pierre Bossan im neugotischen Stil errichtet.[1]
- Die Rue Saint-Georges ist die zentrale Gasse des Quartiers. An ihr befindet sich das Musikautomatenmuseum von Lyon.
- Die Place Benoît-Crépu am Ufer des Saône. An dieser Stelle befand sich der ehemalige Hafen Port du Sablet, der schon in der Antike dem Schiffverkehr diente; bei archäologischen Ausgrabungen sind mehrere gallorömische Boote zum Vorschein gekommen. Heute erstreckt sich die Uferstraße Quai Fulchiron dem Fluss entlang, die bei der Brücke Pont Bonaparte beginnt. Die Hängebrücke Passerelle Paul-Couturier oder auch Passerelle Saint-Georges von 1853 überquert ebenfalls in diesem Bereich die Saône.
- Der Platz François-Bertras. An dieser Stelle befand sich früher der Friedhof von Saint-Georges.
- Die Place de la Trinité im Zentrum des Quartiers.

## Quartier Saint-Jean
Das mittlere der drei Stadtquartiere hat seinen Namen vom Patrozinium der Kathedrale von Lyon.
Bauwerke und Orte:
- Kathedrale Saint-Jean. Der Bau dieser Hauptkirche von Lyon dauerte vom 12. bis zum 15. Jahrhundert.
- Vor der Kathedrale liegt der Platz Saint-Jean.
- Die Straße Rue Saint-Jean. Wie an mehreren anderen Altstadtgassen sind einige historische Handwerkerhäuser erhalten.
- Das Musée Gadagne befindet sich in einem Renaissancepalast aus dem 16. Jahrhundert.
- Das Haus Maison du Crible stammt ebenfalls aus dem 16. Jahrhundert. Es wurde wohl vom italienischen Architekten Sebastiano Serlio gebaut.
- Einige Gebäude besitzen die charakteristischen Durchgänge und Passagen mit dem Namen Traboules.[2]
- Pont Maréchal Alphonse Juin

## Quartier Saint-Paul
Das nördliche Altstadtquartier liegt in der Umgebung der Pfarrkirche Saint-Paul. Hier befindet sich der Bahnhof Lyon-Saint-Paul.
Bauwerke und Orte:
- Die Pfarrkirche Saint-Paul ist eine der ältesten Kirchen der Stadt Lyon. Sie stammt aus dem 12. und dem 13. Jahrhundert.[3]
- Bahnhof Lyon-Saint-Paul, eröffnet im Jahr 1876 als Kopfbahnhof der Bahnlinie Lyon-Saint-Paul-Montbrison.
- Die Brücke de la Feuillée überquert die Saône.
- Hôtel de Bullioud, errichtet im 16. Jahrhundert vom Architekten Philibert Delorme.
- Quai de Bondy
- Quai de Pierre-Scize
- Thèâtre le Guignol im Palais Bondy. Die Handpuppe Guignol ist eine Schöpfung von Laurent Mourguet aus Lyon.[4]
- Passerelle Saint-Vincent